# Bertha (abdis)
Bertha (voor 839 - 26 maart 877) was een Karolingisch abdis en jongste dochter van Lodewijk de Duitser.

## Biografie
Bertha was de jongste dochter van Lodewijk de Duitser. Ze volgde haar zus Hildegard op aan het hoofd van het klooster van Schwarzach am Main en het klooster Fraumünster in Zürich. De nieuwe abdijkerk van het klooster Fraumünster zou in haar tijd zijn gebouwd en ingewijd. In 869 verkreeg ze van koning Lotharius II goederen in het zuiden van de Elzas. Mogelijk was ze ook abdis van Säckingen. Haar stoffelijke resten werden in 1272 overgebracht naar de zuidelijke transept van het Fraumünsterklooster.
- Gemeinsame Normdatei: 136817262
- Historisch woordenboek van Zwitserland: 012507
- Virtual International Authority File: 81099071